# Václav Simon
Václav Simon (ur. 30 czerwca 1896, Cesarstwo Niemieckie, zm. 1 listopada 1952 w Solnie, Szwecja) – czeski trener piłkarski.

## Kariera trenerska
Karierę szkoleniowca rozpoczął w 1934 roku. Od czerwca do września 1934 prowadził reprezentację Litwy. Potem wyjechał do Szwecji, gdzie trenował kluby Malmö FF, IS Halmia, AIK Fotboll, Vinbergs IF, Halmstads BK i Trelleborgs FF.
1 listopada 1952 roku zmarł w wieku 56 lat.

## Sukcesy i odznaczenia

### Sukcesy trenerskie
Malmö FF
- mistrz Division 2 Södra: 1934/35, 1935/36